# تراشه زمان‌سنج ۵۵۵

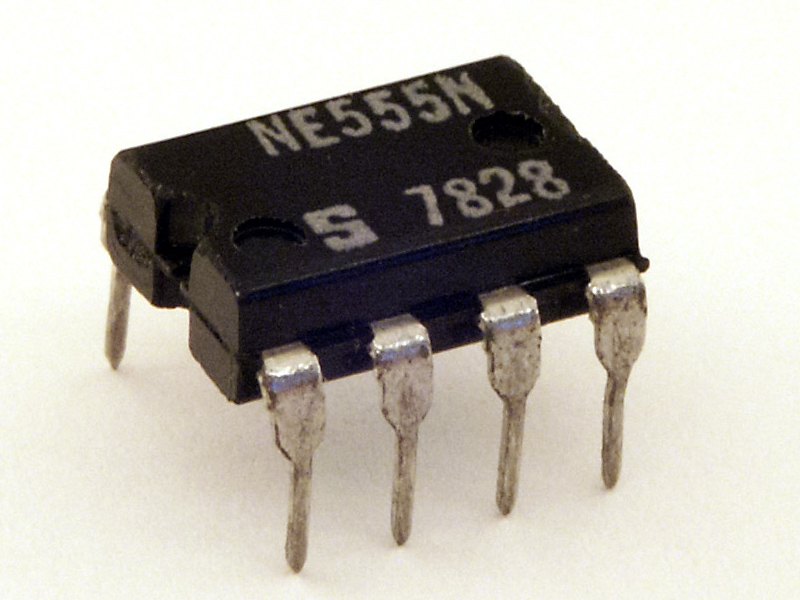
تراشه ۵۵۵

بلوک دیاگرام مدار داخلی تراشه ۵۵۵

تراشه زمان‌سنج ۵۵۵ (به انگلیسی: ‎555 timer IC) تراشه‌ای است که استفاده‌های گوناگونی در مدارات نوسان‌گر و تولید پالس الکترونیکی دارد. ۵۵۵ می‌تواند به‌عنوان تأخیر زمانی در یک مدار تایمر و همچنین به عنوان یک مدار نوسان‌گر یا به عنوان یکی از اجزا در مدار پالسی استفاده گردد.
در سال ۱۹۷۱ توسط هانس کامِن‌زیند در شرکت Sygnetics ساخته شد. ۵۵۵ همچنان استفاده زیادی به خاطر استفاده آسان و قیمت پایین آن دارد. امروزه شرکت‌های بسیاری آن را می‌سازند. در سال ۲۰۰۳ تخمین زده شد که یک میلیارد عدد از این تراشه تولید شده‌است.

## تاریخچه

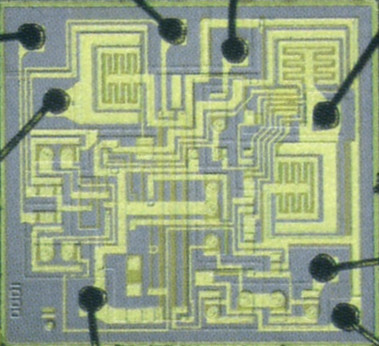
قالب سیلیکونی اولین تراشه555(1971)

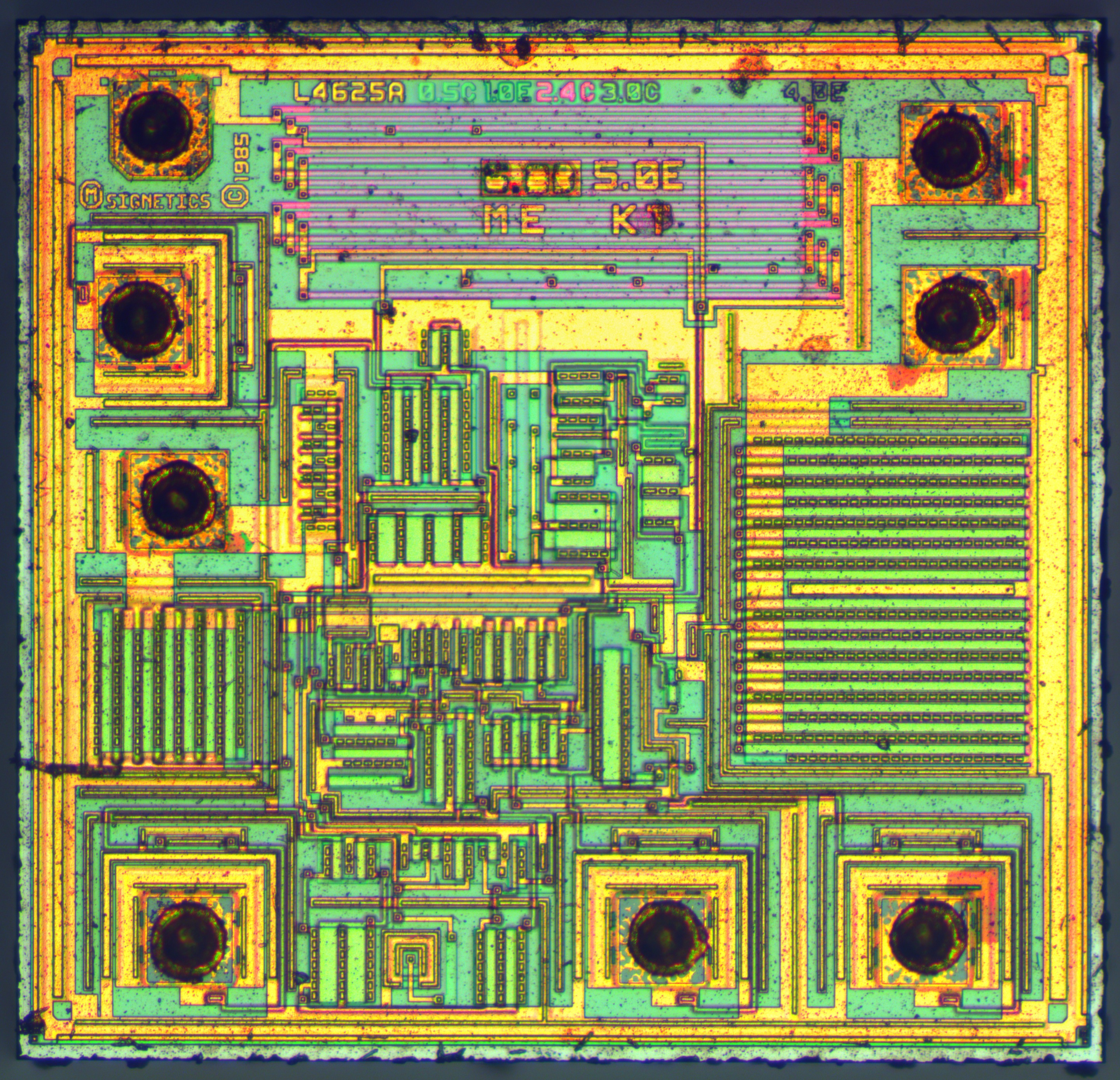
تراشه CMOS NXP ICM7555

تراشه زمان سنج 555 در سال 1971 توسط هانس کامنزیند بر اساس قراردادی با Signetics طراحی شد.
در سال 1968، او توسط Signetics استخدام شد تا یک آی سی حلقه قفل فاز (PLL) توسعه دهد. او یک اسیلاتور برای PLL ها طراحی کرد که فرکانس آن به ولتاژ یا دمای منبع تغذیه بستگی ندارد. Signetics متعاقباً نیمی از کارکنان خود را به دلیل رکود اقتصادی 1970(1350 شمسی) اخراج کرد و توسعه PLL در نتیجه متوقف شد.کامنزیند توسعه یک مدار جهانی مبتنی بر نوسانگر برای PLL ها را پیشنهاد کرد و از او خواست که آن را به تنهایی توسعه دهد و به جای کاهش دستمزدش به نصف، تجهیزاتی را از Signetics قرض بگیرد. ایده کامنزیند در اصل رد شد، زیرا مهندسان دیگر استدلال کردند که این محصول می تواند از قطعات موجود فروخته شده توسط شرکت ساخته شود. با این حال، مدیر بازاریابی این ایده را تایید کرد.اولین طرح برای 555 در تابستان 1971 مورد بررسی قرار گرفت. با ارزیابی بدون خطا، به طراحی چیدمان پرداخت. چند روز بعد، کامنزیند ایده استفاده از مقاومت مستقیم به جای منبع جریان ثابت را پیدا کرد و دریافت که به طور رضایت بخشی کار می کند. تغییر طراحی 9 پین خارجی مورد نیاز را به 8 کاهش داد، بنابراین آی سی می تواند به جای بسته 14 پین در یک بسته 8 پین قرار گیرد. این نسخه تجدید نظر شده دومین بررسی طراحی را پشت سر گذاشت و نمونه های اولیه در اکتبر 1971 به عنوان NE555V (پلاستیک DIP) و SE555T (فلز TO-5) تکمیل شدند.نسخه 9 پین قبلاً توسط شرکت دیگری منتشر شده بود که توسط یک مهندس تأسیس شده بود که در اولین بررسی شرکت کرده بود و از Signetics بازنشسته شده بود. آن شرکت نسخه خود را بلافاصله پس از عرضه 555 کنار کشید. تایمر 555 توسط 12 شرکت در سال 1972 تولید شد و به پرفروش ترین محصول تبدیل شد.

## طراحی
این تراشه بسته به شرکت تولیدکننده آن، ممکن است بیش از ۲۰ ترانزیستور، ۲ دیود و ۱۵ مقاومت روی یک چیپ سیلیکونی داشته‌باشد و معمولاً به‌صورت یک آی‌سی هشت‌پایه دو-ردیفه (DIP-8) است. انواع آن شامل ۵۵۶ (یک بسته ۱۴ پایه ترکیب دو ۵۵۵ بر روی یک چیپ)، و ۵۵۸ و ۵۵۹ (هر دو ۱۶ پایه ترکیب چهار ۵۵۵ با اندکی تغییر)، NE555 نوع تجاری آن با قابلیت عملکرد بین صفر تا ۷۰ درجه سانتیگراد، و SE555 برای استفاده نظامی در دمای کاری -۵۵ تا +۱۲۵ درجه سانتی‌گراد می‌شود. این‌ها در بسته فلزی با قابلیت اطمینان بالا (بسته T) و بسته‌های ارزان پلاستیک اپوکسی (بسته V) ارائه می‌شوند. به همین دلیل نام کامل آن‌ها NE555V، NE555T و SE555T می‌شود. نام ۵۵۵ برگرفته از سه مقاومت ۵kΩ که در آن استفاده شده گرفته شده؛ اما هانس کامن‌زیند گفته‌است که این نام دلخواه بوده است.
انواع کم‌توان ۵۵۵ نیز در دسترس است. مانند ۷۵۵۵ و سی‌ماس TLC555. نوع ۷۵۵۵ تولید شد تا نویز کمتری نسبت به ۵۵۵ قدیمی به منبع تغذیه بدهد و تولیدکننده ادعا کرده‌است که در بیشتر استفاده‌ها نیازی به خازن دِکاپلینگ (Decoupling) ندارد.

## پایه‌ها

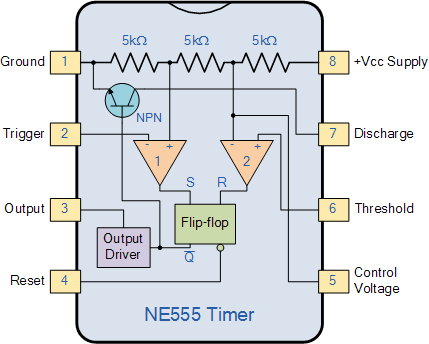
دیاگرام پایه‌ها

اتصال پایه‌های بسته DIP به این صورت است:
| شماره پایه | نام   | توضیح |
| ---------- | ----- | --- |
| ۱          | GND   | ولتاژ مرجع زمین، سطح پایین. |
| ۲          | TRIG  | در صورتی که ولتاژ این پایه به نصف ولتاژ CTRL برسد پایه OUT به سطح بالا رفته و یک (بازه) زمانی آغاز می‌شود.                                                            |
| ۳          | OUT   | این خروجی به تقریباً ۱٫۷ ولت کمتر از +VCC یا GND رانده می‌شود. |
| ۴          | RESET | یک بازه زمانی می‌تواند بازنشانی شود در صورتی که این ورودی به GND رانده شود. اما زمان‌سنج تاز زمانی که این پایه به بیش از تقریباً ۰٫۷ ولت نرسد نمی‌تواند دوباره آغاز شود. |
| ۵          | CTRL  | دسترسی «کنترل» را به راننده ولتاژ داخلی فراهم می‌آورد. (در حالت عادی ۲/۳ Vcc است)                                                                                     |
| ۶          | THR   | بازه زمان (OUT high) در صورتی که ولتاژ THR از ولتاژ CTRL بیشتر شود پایان می‌یابد.                                                                                     |
| ۷          | DIS   | خروجی کلکتور باز که ممکن است یک خازن را در بین بازه‌های زمانی خالی کند. با خروجی هم‌فاز است.                                                                           |
| ۸          | Vcc   | سر مثبت منبع تغذیه، که معمولاً بین ۳ و ۱۵ ولت بسته به نوع آی‌سی متغیر است.                                                                                             |

پایه ۵ همچنین پایه ولتاژ کنترلی نامیده می‌شود. با قرار دادن ولتاژ کنترلی، می‌توان زمان‌بندی دستگاه را تغییر داد. در بیشتر دستگاه‌ها، ولتاژ کنترلی ورودی استفاده می‌شود. استفاده از یک خازن ۱۰nF بین پایه ۵ و ۱ (gnd) برای جلوگیری از تداخل معمول است. ولتاژ کنترلی ورودی می‌تواند برای ساخت حالت آستابل با مدولاسیون فرکانس در خروجی استفاده شود.

## مُدها
۵۵۵ سه مُد کاری دارد:
- مُد مونوستابل: در این مُد، ۵۵۵ به عنوان تولید پالس «تک-شات» عمل می‌کند. دستگاه‌های شامل زمان‌سنج، ردیابی پالس از دست رفته، کلید پرش-آزاد، کلید لمسی، تقسیم‌گر فرکانس، سنجش مقدار خازن، مدولاسیون عرض پالس، و دیگر.
- مُد آستابل (free-running): تراشه ۵۵۵ می‌تواند به عنوان یک نوسان‌گر عمل کند. مانند مدارات LED و فلاشرهای لامپی، مولد پالس ساعت، تولید صدا (آژیر)، مدولاسیون زمان پالس و ... ۵۵۵ می‌تواند به عنوان یک مبدل آنالوگ به دیجیتال ساده استفاده شود (تبدیل مقدار آنالوگ به طول پالس). برای نمونه، انتخاب مقاومت گرمایی به عنوان مقاومت زمان‌بندی به ۵۵۵ اجازه می‌دهد تا دما را اندازه‌گیری کند: دوره پالس خروجی به عنوان دما در نظر گرفته می‌شود. سپس با استفاده از سیستم برپایه میکروپروسسور می‌توان دوره پالس را به دما تبدیل نموده، و با خطی‌سازی آن را تنظیم کرد.
- مُد بای‌استابل (یا schmitt trigger): تراشه ۵۵۵ می‌تواند به عنوان فلیپ‌فلاپ عمل کند، اگر پایه DIS متصل نباشد و از هیچ خازنی استفاده نشود. که می‌تواند در کلیدهای پرش-آزاد لچ شده‌استفاده شود.

### حالت مونواستابل

شماتیک ۵۵۵ در مُد مونواستابل

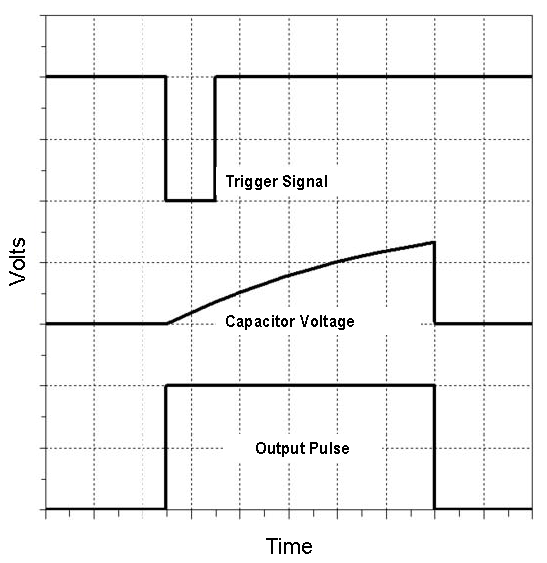
رابطه بین سیگنال تریگر، ولتاژ C و پهنای پالس در مُد مونواستابل.

در مُد مونواستابل، تایمر ۵۵۵ به عنوان تولیدکننده پالس «تک-شات» عمل می‌کند. پالس زمانی که ۵۵۵ یک سیگنال از ورودی تریگر دریافت می‌کند آغاز می‌شود که از یک‌سوم ولتاژ منبع تغذیه کمتر شده‌است. پهنای پالس خروجی می‌تواند توسط ثابت زمانی یک شبکه RC مشخص شود، که شامل یک خازن و یک مقاومت می‌شود. پالس خروجی زمانی تمام می‌شود که ولتاژ خازن به ۲/۳ ولتاژ منبع تغذیه می‌رسد. پالس خروجی می‌تواند بسته به نیاز کاربرد مخصوص با تغییر مقدار R و C طولانی‌تر یا کوتاه‌تر شود.
مدت زمان پالس خروجی t، یا مدت زمانی که طول می‌کشد تا خازن تا ۲/۳ ولتاژ منبع تغذیه شارژ شود به صورت زیر داده شده‌است:
{\displaystyle t=RC\ln(3)\approx 1.1RC}
که t به ثانیه، R به اهم و C به فاراد است.
هنگام استفاده از تراشه زمان‌سنج در حالت مونواستابل، ضعف اصلی این است که بازه زمانی بین دو پالس تریگ باید از ثابت زمانی RC بیشتر باشد.

### مُد بای‌استابل (فلیپ فلاپ)

شماتیک ۵۵۵ در مُد بای‌استابل

در مُد بای‌استابل (به انگلیسی: Bi-Stable)، این تراشه به عنوان یک فلیپ‌فلاپ عمل می‌کند. ورودی‌های trigger و reset (پایه‌های ۲ و ۴) با مقاومت‌های پول‌آپ در وضعیت بالا نگه داشته‌شده‌اند. درحالی که پایه Threshold (ولتاژ شکست پایه ۶) زمین شده‌است. با این تنظیمات، تحریک پایه trigger به زمین درجا به معنای set بوده و خروجی را به وضعیت بالا (Vcc) می‌برد. تحریک ورودی reset به زمین به عنوان reset عمل می‌کند و خروجی را به حالت پایین (زمین یا Ground) می‌برد. پایه ۵ (کنترل) توسط یک خازن با مقدار کم (معمولاً بین ۰٫۰۱ تا ۰٫۱ میکروفاراد) به زمین متصل شده‌است؛ پایه ولتاژ (discharge) در هوا رها می‌شود.
تراشه شمارنده ۵۵۵ باید با خازن ۱۰میکرو امتحان شود نه ۱۰ پیکو تا بتواند عدد را بشمارد.

### مُد آستابل (موج مربعی)

مدار استاندارد ۵۵۵ در مُد آستابل

در مُد آستابل، تایمر ۵۵۵ یک موج مربعی با فرکانس مشخص تولید می‌کند. مقاومت R1 بین Vcc و پایه discharging (پایه ۷) متصل شده‌است و مقاومت دیگر R۲ بین پایه discharging (پایه ۷) و trigger (پایه ۲) و threshold (پایه ۶) پایه‌هایی که یک گره مشترک ایجاد نموده‌اند. به خاطر شارژ شدن خازن از راه R۱ و R۲ و خالی شدن تنها از طریق R۲، تا هنگامی که پایه شماره ۷ در مدت پایین بودن خروجی مقاومت کم تا زمین دارد، بنابراین خازن تخلیه می‌شود.
در حالت آستابل، فرکانس قطار پالس به مقدار R۱، R۲ و C بستگی دارد.
{\displaystyle f={\frac {1}{\ln(2)\cdot C\cdot (R_{1}+2R_{2})}}}
مدت بالا بودن در هر پالس به صورت زیر داده می‌شود:
{\displaystyle \mathrm {high} =\ln(2)\cdot (R_{1}+R_{2})\cdot C}
و مدت پایین بودن نیز در هر پالس به صورت زیر داده می‌شود:
{\displaystyle \mathrm {low} =\ln(2)\cdot R_{2}\cdot C}
که مقدار مقاومت‌های R۱ و R۲ به اهم و C مقدار خازن به فاراد است.
توان مقاومت R۱ می‌بایست بیش از {\displaystyle {\frac {V_{cc}^{2}}{R_{1}}}} باشد.
در خصوص ۵۵۵های دوقطبی، بایستی از دادن مقدار پایین به مقاومت R1 دوری شود چرا که خروجی در مدت تخلیه خازن در حالت اشباع نزدیک صفر باقی می‌ماند. همان‌طور که در معادله بالا در نظر گرفته شد. درغیر این‌صورت مدت زمان پایین بودن خروجی کمتر از مقداری که در بالا گفته شد خواهد بود. باید گفته شود که چرخه اول بسیار بیشتر از مقدار محاسبه شده در معادله خواهد بود، برابر با مدت زمانی که خازن باید از ۰ تا ۲/۳ Vcc شارژ شود. اما در دوره‌های بعدی تنها باید از ۱/۳ به ۲/۳ Vcc برود.
برای رسیدن به duty cycle کمتر از ۵۰٪، یک دیود (که به اندازه کافی برای ای کاربرد سریع باشد) می‌تواند به موازات R۲ به صورت مستقیم به سمت خازن اضافه شود. این کار R۲ را در طول مدت زمان سطح بالا کنارگذر می‌کند. با این کار مدت سطح بالا تقریباً تنها به R۱ و C وابسته خواهد بود. وجود دیود موجب افت ولتاژ می‌شود و شارژ خازن را کند می‌کند. بنابراین مدت زمان شارژ خازن بیش از ln(2)*R۱C = 0.69 R۱C می‌شود. مدت زمان پایین بودن برابر خواهد بود با زمانی که دیود وجود ندارد. با وجود دیود مدت زمان بالا به این صورت خواهد بود:
{\displaystyle \mathrm {high} =R_{1}C\cdot \ln({\frac {2V_{cc}-3V_{diode}}{V_{cc}-3V_{diode}}})}
در اینجا Vdiode مقداری است که در آن جریان نصف Vcc/R۱ است. به عنوان یک مثال هنگامی که Vcc=5 و Vdiode=.7، مدت زمان بالا برابر 1.00R1C که ۴۵٪ بیشتر از R1C است. در یک نمونه دیگر هنگامی که Vcc=15 و Vdiode=0.3، مدت زمان بالا بودن 0.725R1C، یا ۴٫۶٪ بیشتر. معادله به ۰٫۶۹۳R1C کاهش خواهد یافت اگر Vdiode=۰ شود.
عمل‌کرد RESET در این مُد به خوبی توضیح داده نشد، بعضی تولیدکنندگان خروجی را هنگامی که RESET به پایین می‌رود به مقدار قبل می‌برند. دیگران خروجی را به سطح بالا یا پایین می‌برند.

## مشخصات
این مشخصات مخصوص NE555 است. ۵۵۵های دیگر مشخصه متفاوتی بسته به رتبه‌شان (نظامی، پزشکی، و دیگر) دارند.
| ولتاژ تغذیه (VCC)         | ۴٫۵ تا ۱۵ ولت                            |
| جریان تغذیه (VCC = +5 V)  | ۳ تا ۶ میلی‌آمپر                          |
| جریان تغذیه (VCC = +15 V) | ۱۰ تا ۱۵ میلی‌آمپر                        |
| جریان خروجی (بیشینه)      | ۲۰۰ میلی‌آمپر                             |
| بیشینه توان اتلافی        | ۶۰۰ میلی‌وات                              |
| توان مصرفی (عملکرد حداقل) | ۳۰ میلی‌وات در ۵ولت، ۲۲۵ میلی‌وات در ۱۵ولت |
| دمای عملکرد               | ۰ تا ۷۰ درجه سانتی‌گراد                   |

### وبگاه‌ها
- مدارهای زمان‌سنج ۵۵۵، آستابل، مونواستابل و بای‌استابل
- مدارهای ساده ۵۵۵
- شبیه‌ساز جاوا برای مدار زمان‌سنج ۵۵۵
- ماشین‌حساب برای محاسبه duty cycle و فرکانس؛ در مدار آستابل
- آموزش تراشه ۵۵۵
- اشتباه‌های متداول هنگام استفاده از ۵۵۵
- مدارهای زمان‌سنج‌های ۵۵۵ و ۵۵۶
- استفاده‌های ۵۵۵ و نمونه‌ها

### دیتاشیت‌ها
- NE555, Single Bipolar Timer, Texas Instruments / National Semiconductor, 31 pages, 2010
- LMC555, Single CMOS Timer, Texas Instruments, 14 pages, 2010 (operates down to 1.5 Volt at 50 uAmp)
- ZSCT1555, Single CMOS Timer, Diodes Inc, 11 pages, 2006 بایگانی‌شده  در ۱۰ ژوئیه ۲۰۱۱ توسط Wayback Machine (operates down to 0.9 Volt at 74 uAmp)
- ICM7555 / 6, Single / Dual CMOS Timer, Intersil, 12 pages, 2006 (operates down to 2.0 Volt at 60 uAmp)
- NE556, Dual Bipolar Timer, Texas Instruments, 16 pages, 2006
- NE558, Quad Bipolar Timer, NXP / Philips, 9 pages, 2003